# Jacques Desallangre
Jacques Desallangre, né le 6 septembre 1935 à Châlons-sur-Marne (Marne, actuel Châlons-en-Champagne) et mort le 17 janvier 2020 à Saint-Quentin,, est un homme politique français. 
Il est maire de Tergnier de 1983 à 2009 et député de l'Aisne de 1997 à 2012, élu du Mouvement des citoyens puis du Parti de gauche.

## Biographie
Jacques Desallangre est journaliste sportif.

### Carrière politique
Jacques Desallangre est élu député en 1997 sous l'étiquette du Mouvement des citoyens de Jean-Pierre Chevènement. Ayant quitté le MDC en 2002 pour créer l'Association des républicains de gauche (ARG), il est réélu comme divers gauche aux élections législatives de 2002 et siège au sein du Groupe communiste et républicain. Il a été soutenu par le Parti radical de gauche et par le PCF lors des législatives de juin 2007. Il bat alors facilement la candidate UMP, Mme Brigitte Thuin-Macherez, adjointe au maire de Soissons, avec 54,58 % des voix. En novembre 2008, il rejoint le Parti de gauche nouvellement créé. 
Le 26 mars 2009, lors d'un conseil municipal de la ville de Tergnier, il annonce qu'il présentera sa démission de son poste de maire au préfet le lendemain, pour pouvoir se battre contre la maladie. Il décide cependant de rester conseiller municipal pour continuer à siéger à l'agglomération de Chauny-Tergnier, dont il est le président. Il décide également de continuer son mandat de député de Tergnier-Chauny-Soissons tant que sa santé le lui permettra. En tant que maire, Christian Crohem lui succède en avril 2009.
En février 2012, il quitte le PG pour soutenir la candidature de François Hollande à l'éléction présidentielle. Malade, il décide de ne pas se représenter aux élections législatives et soutient son attaché parlementaire, Frédéric Alliot (ARG soutenu par le PRG et GÉ). Celui-ci n'obtient que 9,50 % des voix au premier tour, derrière notamment les candidats MRC-PS (23,37 %) et FG-PCF (17,31 %).

## Décoration
- Chevalier de la Légion d'honneur le 31 décembre 2015[4].

## Mandats électifs

### Tergnier
- 14 mars 1983 : élu maire de Tergnier (Aisne)
- 20 mars 1989 : réélu maire de Tergnier (Aisne)
- 25 juin 1995 : réélu maire de Tergnier (Aisne)
- mars 2001 : réélu maire de Tergnier (Aisne)
- mars 2008 : réélu maire de Tergnier (Aisne) (mandat échu en mars 2009 [5])

### Communauté de communes Chauny-Tergnier
- Président de la Communauté de communes Chauny-Tergnier

### Conseil régional de Picardie
- 17 mars 1986 : élu conseiller régional de Picardie (mandat échu le 22 mars 1992)

### Conseil général de l'Aisne
- 2 octobre 1988 : élu conseiller général de l'Aisne
- 27 mai 1994 : réélu conseiller général de l'Aisne (mandat terminé le 1er juin 1998)

### Quatrième circonscription de l'Aisne
- 1er juin 1997 : élu député de l'Aisne (siège au groupe Groupe radical, citoyen et vert).
- 16 juin 2002 : réélu député de l'Aisne (siège au Groupe communiste et républicain)
- 16 juin 2007 : réélu député de l'Aisne (siège au groupe Gauche démocrate et républicaine) (mandat échu le 19 juin 2012)